# Relligador de llautó

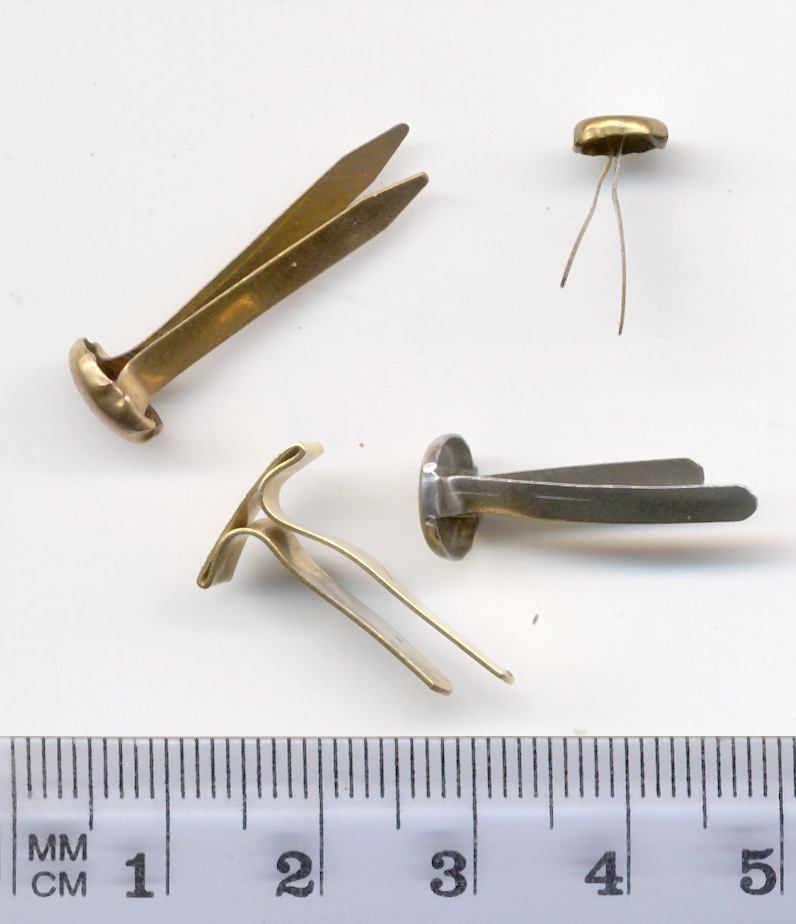
Una varietat de relligadors de llautó (amb dues potes de diferent longitud per obrir fàcilment).

Un relligador de llautó o enquadernador de llautó, és un article de papereria que s'utilitza per tal de poder fixar diversos fulls de paper junts. Un relligador de llautó és similar en disseny i funció a un passador partit en el món de la mecànica. El 1866 es va emetre una patent del relligador a George W McGill.

## Descripció
Els relligadors de llautó, tenen la forma d'un clau amb el cap rodó amb el cos pla i dividit en dues parts. Estan fets d'un metall tou com el llautó per poder-los doblegar amb facilitat i els braços solen tenir dues longituds lleugerament diferents per permetre una fàcil separació.
El relligador s'insereix als forats perforats de la pila de fulls de paper i les potes es separen i es dobleguen per assegurar el bloc de paper format. Això manté el relligador al seu lloc i els fulls de paper junts. Per a pocs fulls de paper, es poden fer perforar amb l'extrem afilat del relligador.

## Ús
Es pot utilitzar un relligador dividit en lloc de les grapes, però s'utilitzen més habitualment en situacions en què és desitjable la rotació al voltant de l'articulació. Això permet utilitzar els clips de llautó en models de paper i cartró mòbils, i de vegades s'utilitzen com a adorns de blocs de notes. En el món cinematogràfic, els relligadors de llautó són un estàndard de la indústria per a l'enquadernació dels guions.